# Хазов, Иван Васильевич
Ива́н Васи́льевич Ха́зов (8 (21) августа 1895, с. Медяниково, ныне Вольский район, Саратовская область — 13 апреля 1944 года, погиб на Ленинградском фронте) — советский военный деятель, Генерал-лейтенант (22 февраля 1944 года).

## Начальная биография
Иван Васильевич Хазов родился 21 августа 1895 года в селе Медяниково ныне Вольского района Саратовской области. Русский.

## Военная служба

### Первая мировая и гражданская войны
В мае 1915 года был призван в ряды Русской императорской армии и направлен на учёбу в Саратовскую школу прапорщиков, после окончания которой в 1916 году был назначен на должность адъютанта отдельного батальона в составе 29-й пехотной дивизии, после чего принимал участие в боевых действиях на Западном фронте. В апреле 1918 года был уволен из рядов армии в чине поручика.
В апреле 1919 года был призван в ряды РККА и направлен в Саратовский крепостной полк, где служил на должностях командира роты, начальника полковой школы и адъютанта полка. В октябре того же года был на должности полкового адъютанта 285-го стрелкового полка (216-я стрелковая дивизия), в феврале 1920 года — на должность младшего, затем — на должность старшего помощника начальника штаба 3-й и 23-й стрелковых дивизий, при этом исполнял должность начальника штаба дивизии. Принимал участие в боевых действиях против войск генералов А. И. Деникина и П. Н. Врангеля.

### Межвоенное время
После окончания войны продолжил служить в 3-й стрелковой дивизии (Уральский военный округ) на должностях начальника штаба 7-й бригады, начальника штаба и командира батальона 7-го стрелкового полка, а в июле 1925 года был назначен на должность старшего помощника начальника оперативной части штаба 6-го стрелкового корпуса.
В сентябре 1926 года направлен на учёбу в Военную академию имени М. В. Фрунзе, после окончания которой в августе 1929 года был назначен на должность начальника 5-го отдела штаба 14-го стрелкового корпуса, а в августе 1931 года — на должность начальника отделения снабжения 1-го отдела Управления специальных лагерей ОГПУ СССР.
В ноябре 1932 года был назначен на должность начальника отдела боевой подготовки Харьковского городского совета Осоавиахима, в феврале 1933 года — на должность начальника дома обороны УССР в Харькове, затем — на должность начальника отдела боевой подготовки Дома обороны Киева, а в июне 1935 года — на должность заместителя начальника военной кафедры 1-го Киевского медицинского института.
В сентябре 1939 года был назначен на должность начальника штаба и командира роты охраны штаба Украинского фронта, после чего принимал участие в боевых действиях в ходе похода РККА в Западную Украину. В январе 1940 года вновь был назначен на должность заместителя начальника военной кафедры Киевского медицинского института.

### Великая Отечественная война
С началом войны находился на прежней должности.
В августе 1941 года был назначен на должность начальника штаба 300-й стрелковой дивизии, которая вела оборонительные боевые действия в районе Черкасс, а затем в ходе Киевской оборонительной операции отступала на восток.
В январе 1942 года назначен на должность командира 304-й стрелковой дивизии, которая вела тяжёлые наступательные и оборонительные боевые действия в районах Волчанска и Балаклеи, а затем на сталинградском направлении. За большие потери в частях дивизии полковник Иван Васильевич Хазов был снят с занимаемой должности, после чего находился под следствием, однако вскоре дело было закрыто в связи с отсутствием состава преступления.
В августе был назначен на должность командира 315-й стрелковой дивизии, но вскоре был ранен и после излечения находился в распоряжении Главного Управления Кадров НКО и в январе 1943 года был назначен на должность начальника отдела боевой подготовки штаба Западного фронта.
В марте назначен на должность командира 369-й стрелковой дивизии, которая принимала участие в ходе Ржевско-Вяземской наступательной операции, а затем в ходе Орловской освободила ряд населённых пунктов, а также участвовала в освобождении Карачева, за что ей было присвоено почётное наименование «Карачевская». Во время Брянской наступательной операции дивизия вела боевые действия по освобождению Кричева. За умелое руководство частями дивизии и личный героизм полковнику И. В. Хазову 1 сентября 1943 года было присвоено звание «генерал-майор», а также был представлен к награждению орденом Красного Знамени.
20 ноября был назначен на должность командира 25-го стрелкового корпуса, который принимал участие в боевых действиях в ходе Гомельско-Речицкой наступательной операции, а также в освобождении Гомеля.
В конце декабря Хазов был направлен на Ленинградский фронт и назначен на должность командира 110-го стрелкового корпуса, который вскоре принимал участие в боевых действиях в ходе Ленинградско-Новгородской наступательной операции, во время которой участвовал в освобождении городов Луга, Пушкин и Слуцк (ныне Павловск).
22 февраля 1944 года Хазову было присвоено воинское звание «генерал-лейтенант».
В ходе дальнейших наступательных боевых действий по направлению на Псков корпус встретил упорное сопротивление противника, после чего перешёл к обороне. 13 апреля 1944 года генерал-лейтенант Иван Васильевич Хазов был убит в бою. Похоронен у Китайского театра в Александровском парке Пушкина.

## Награды
- Четыре ордена Красного Знамени;
- Орден Суворова 2 степени;
- Медаль «За оборону Сталинграда»[1];
- Юбилейная медаль «XX лет Рабоче-Крестьянской Красной Армии».

## Память
- В честь генерал-лейтенанта И. В. Хазова названа улица в Пушкине[2]. В 1984 году на стене дома № 4 на данной улице установлена мраморная мемориальная доска[3].